# کنزینگتون
latitudeکنزینگتونlongitudeکنزینگتون
کِنزینگتون یکی از محله‌های اعیان‌نشین در غرب لندن است.
این محله به منطقه سلطنتی کنزینگتون و چلسی تعلق دارد و در کناره باختری هاید پارک قرار گرفته است.
کنزینگتون به خاطر ساختمان‌های ویکتوریایی و اعیانی‌اش به عنوان محله «سلطنتی» لقب گرفته است.
بیشتر معروفیت این محله به خاطر همسایگی آن با کاخ کنزینگتون است.